# Anurādhapura
Anurādhapura, (අනුරාධපුර in lingua singalese), è una delle antiche capitali dello Sri Lanka, famosa nel mondo per le sue rovine ottimamente conservate delle antiche civiltà locali.
La civiltà che si sviluppò attorno a questa città era una delle principali dell'Asia e del mondo intero. Attualmente la città appartiene al patrimonio dell'umanità dell'UNESCO, si trova 205 km a nord della precedente capitale Colombo, nella provincia centro-settentrionale dello Sri Lanka, sulle pendici dello storico Malvathu Oya. Fondata nel quarto secolo a.C., fu capitale del Regno di Anurādhapura fino all'inizio dell'undicesimo secolo. In questo periodo rimase uno dei centri politici più stabili dell'Asia meridionale. Fu anche una città ricca che conobbe una cultura unica ed una grande civiltà. Attualmente l'antica città, consacrata dal mondo buddista e circondata da monasteri che ricoprono un'area di oltre 40 km², è uno dei principali siti archeologici del mondo.
Questa città è anche un punto di riferimento per l'induismo. Secondo la leggenda, infatti, Anurādhapura sarebbe la favolosa capitale del re Asura Rāvaṇa, uno dei protagonisti del libro religioso induista Rāmāyaṇa. Anurādhapura è con tutta probabilità Anourogrammon (Ἀνουρόγραμμον βασίλειον), la città regia di Taprobane, che Tolomeo, nella sua Geografia (VII, 4, 10), pone a 8° 40′N.

## La città di Anurādhapura

### Età del ferro
Sulla nascita della città c'è una discrepanza fra fonti scritte e reperti archeologici: infatti, mentre delle prime, che attribuiscono la fondazione V secolo a.C., non ne esistono di più antiche, gli scavi archeologici hanno prodotto testimonianze che spostano indietro questa data fino al X secolo a.C..
L'insediamento umano protostorico nella cittadella copre all'incirca il periodo che va dal X al VII secolo a.C., la comparsa della lavorazione del ferro e della ceramica, l'allevamento dei cavalli, la pastorizia e la coltivazione del riso. Tra VIII e VII secolo a.C. gli insediamenti ad Anurādhapura crebbero su un'area di almeno 50 ettari. La città è situata in un punto strategico tra i maggiori porti nord-orientali e nord-occidentali dell'isola, ed era circondata da terre irrigue e fertili. Le costruzioni si trovavano nella foresta più fitta e godevano di una protezione naturale dagli invasori.

### 500 a.C. - 250 a.C.
Le più antiche informazioni storiche sulla città, tra il 500 ed il 250 a.C., sono state raccolte con lo studio delle cronache cingalesi disponibili. A lanciare ufficialmente il progetto architetturale per la costruzione della città risulta sia stato il re Pandukabhaya, che la dotò di mura, porte, quartieri commerciali ecc. La città del tempo si estendeva, probabilmente, su un'area di un chilometro quadrato, il che la rendeva una delle più grandi dell'intero continente.

### La fondazione
La fondazione di Anurādhapura è descritta nel Mahāvaṁsa (Grande storia), una cronaca della storia dello Sri Lanka redatta in pāli da Mahānāma nel VI secolo d.C.:
"Eresse (...) quattro sobborghi e il serbatoio abhaya, il cimitero comune, la piazza d'armi e la cappella della Regina dell'Ovest, il baniano di Vessavana e la palma del Demone delle malattie, riservando il terreno per lo Yona e per la casa del Grande Sacrificio; tutto questo predispose nei pressi della porta occidentale." Mahāvaṁsa X, trad. Wilhelm Geiger
"Venne costruito un monastero per molti asceti; ad est dello stesso cimitero il re costruì una casa per il nigantha Jotiya. (...) Tra la casa di Jotiya e il serbatoio Gamani eresse un monastero per i monaci erranti e mendicanti, e una dimora per gli ajivaka e una residenza per i brahmani, e in questo luogo costruì un riparo per quanti erano colpiti da malattie." Mahāvaṁsa X, trad. Wilhelm Geiger
Si dice che il re Pandukabhaya la nominò capitale nel IV secolo a.C. e che ricostruì la città e i suoi sobborghi secondo un preciso piano regolatore. Costruì un bacino idrico cui diede il nome di Abhayavapi. Eresse santuari per gli yakkha come Kalawela e Cittaraja. Eresse il cetiya Yaksini in foggia di giumenta all'interno delle mura cittadine e si facevano offerte a questi semidei tutti gli anni. Scelse la collocazione del cimitero e della piazza per le esecuzioni capitali, della cappella della Regina dell'Ovest, del Pacchimarajini, dell'albero del baniano Vessavana, della palma di Vyadhadeva, della residenza Yona e della Casa dei Grandi Sacrifici. Furono assegnati i compiti agli schiavi e ai candala (mangiatori di cani), e per loro fu creato un villaggio a parte. Costruirono case per i nigantha, per gli asceti itineranti, per gli ajivaka e i brahmani. Definì i confini del villaggio. La tradizione secondo cui il re Pandukabhaya fece di Anurādhapura la capitale dello Sri Lanka all'inizio del IV secolo a.C. ha avuto un ruolo molto rilevante.
La costruzione di edifici amministrativi e ospedali, oltre che di santuari, dimostrerebbe l'esistenza di un piano regolatore. Il principe Mutasiva gli successe al trono. Durante il suo regno sessantennale mantenne Anurādhapura come capitale, provvedendo alla costruzione dei Giardini Mahāmeghavana, destinati a ricoprire un ruolo importante nella storia del buddismo dello Sri Lanka. Fu durante il regno del figlio, Devanampiya Tissa, che il buddismo giunse sull'isola, 236 anni dopo la morte del Buddha. L'imperatore Aśoka dell'India era infatti contemporaneo di Devanampiya Tissa, e inviò il monaco Mahinda, suo figlio, in una missione religiosa nell'isola di Sri Lanka. In segno di apprezzamento per gl'insegnamenti e i doni ricevuti dalla missione guidata da Mahinda, il re Devānampiya Tissa offerse ai monaci il monastero di Mahāmeghavana in questa città, monastero che divenne in seguito noto con il nome di Mahāvihāra. Dal punto di vista storico, questo periodo si estende dal 250 al 210 a.C. È questo il periodo in cui sorsero una dinastia ed una civiltà sviluppata basata su una delle più grandi religioni dell'Asia meridionale, il buddismo.

### Anurādhapura e l'Induismo
La capitale del re rakshasa Rāvaṇa, dell'epopea epica hindu del Rāmāyaṇa, si dice sia proprio Anurādhapura. La capitale si dice che fu data alle fiamme dal leggendario devoto di Rāma, il sire Hanuman, prima dell'epica battaglia. Una leggenda popolare tra gli hindu dice che, scavando in un punto qualsiasi di Anurādhapura, si arrivi prima o poi a scoprire uno strato di cenere.

### Anurādhapura e il Buddismo
Con l'introduzione del Buddismo la città acquistò via via una maggiore rilevanza, e iniziò così l'era dei grandi edifici. Secondo il Mahāvaṁsa il re Kutakannatissa fece costruire delle mura alte sette cubiti con un fossato all'esterno. Queste mura furono quindi ampliate con l'aggiunta di un ulteriore muro da undici a diciotto cubiti dal re Vasabha. Il sovrano fece anche aggiungere delle porte fortificate che si possono tuttora osservare. Secondo il Mahāvaṁsa per la sua costruzione furono consultati sia indovini che architetti.
Fa-Hsien, il pellegrino cinese che visitò la città, rimase colpito dalla sua organizzazione. Citò il fatto che erano presenti due gruppi principali di persone all'interno della città, un gruppo era composto da mercanti le cui case erano riccamente ornate. Alcuni dei mercanti erano originari di altri stati, ad esempio indiani, mediterranei e persiani. L'altro gruppo di abitanti era composto dai cittadini comuni, i cui redditi provenivano soprattutto dall'agricoltura.
Secondo il Mahāvaṁsa re Devanampiya Tissa riconobbe l'importanza del definire dei confini sacri per l'uposatha ed altri luoghi analoghi. Il re espresse il suo punto di vista secondo cui lui ed i cittadini avrebbero dovuto vivere secondo gli insegnamenti del Buddha. Il re Devanmpiya Tissa tracciò i confini di un'area specifica e il lavoro iniziò con la costruzione di edifici nei Giardini Mahamegha.

### L'era dei grandi edifici

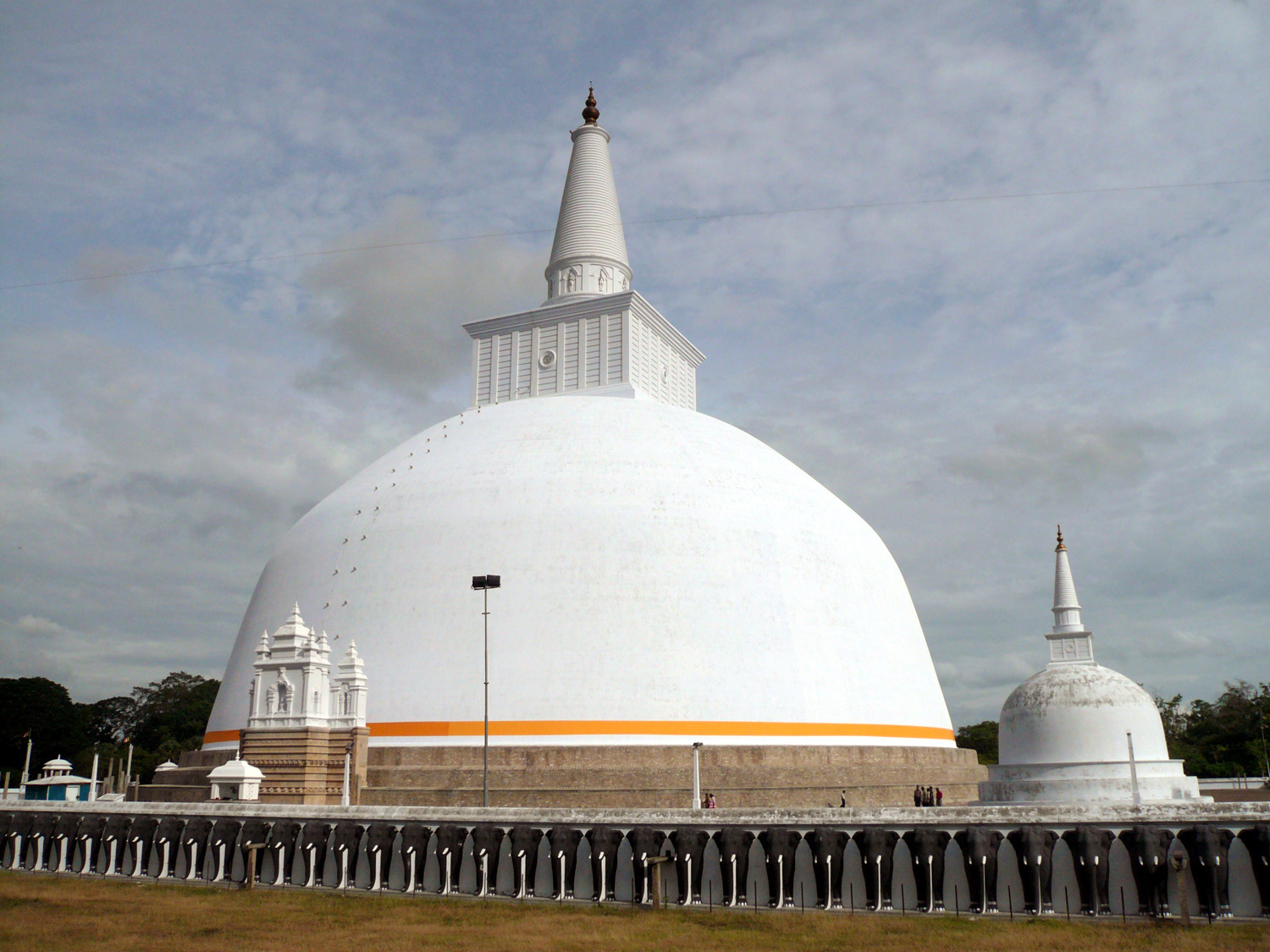
Lo Stupa Ruwanveli Saya a Anurādhapura

L'era dei grandi edifici iniziò quando vennero costruiti i complessi monastici ed alcuni dei palazzi più alti del mondo antico. Il dagoba Jetavanavihāra della città è tuttora il più alto edificio in mattoni al mondo.
Il Mahāvihāra è la culla del Buddismo Theravāda. Questo monastero fu fondato dal re Devanampiya Tissa nel 249 a.C. L'Abhayagirivihāra fu invece fondato da Vattagāmaṇi-Abhaya tra il 29 e il 17 a.C. e divenne in seguito sede di una delle maggiori comunità Mahāyāna dell'isola. Il re Mahāsena (275-310 a.C.) costruì il Jetavanavihāra, situato tra il Mahāvihāra e il monastero Abhayagirivihāra, anche questo in seguito diventato esponente del Mahāyāna fino al regno di Parākramabāhu I.
Nei sobborghi della città vennero eretti i monasteri principali con i loro enormi stupa, il Maha Thupa, l'albero dello Sri Maha Bodhi e il Thuparama di Mahāvihāra si trovano ancora a sud della città. L'Abhayagirivihāra si trova a nord, il Pubbarāma ad est, il Tanovana a nord-ovest ed il Jetavanavihāra a sud-est.
La reliquia del Dente sacro fu traslata in città durante il regno di Kirtisri Meghavana.
La reliquia fu riposta nell'edificio chiamato Dhammacakka. Da allora si svolge annualmente una processione rituale fino al monastero Abhayagiri.

### La crescita della città
La popolarità della città crebbe come centro religioso ed amministrativo, molte persone si trasferirono in città e vi presero stabilmente residenza. Le attrezzature vennero migliorate per adattarsi alla crescente popolazione. Re Vasabha costruì numerosi laghi riempiti tramite una rete di canali sotterranei al fine di fornire l'acqua al paese. Vennero costruiti i serbatoi di Tissa e Abhayavapi, la Nuwara weva e sul Malwatu Oya venne eretta una diga al fine di creare il Maccaduwa wewa, 17,84 km² di superficie.
Anche i parchi vennero creati. Il Ranmasu Uyana sotto la cascata Tissavapi o il Tisa weva sono solo alcuni esempi, ma erano riservati solo alla famiglia reale. Sanità ed educazione erano due aspetti a cui le autorità diedero particolare importanza. Vi sono numerosi ospedali in città. Nel quarto secolo re Upatissa II fornì case a zoppi e ciechi. Re Buddhadasa (337-365 d.C.), medico di grande levatura, decise che dovesse essere nominato un medico ogni dieci villaggi. Per il mantenimento di questi medici venne devoluto un decimo delle tasse derivanti dai terreni. Creò anche rifugi per i senzatetto in ogni villaggio. I medici, oltre ad occuparsi degli uomini, pensavano anche agli animali. Kassapa V (914-923 d.C.) eresse un ospedale nei pressi della porta meridionale di Anurādhapura. Si crede che il Generale Sena, nel decimo secolo, abbia costruito un ospedale anche vicino alla strada religiosa (Managala Veediya). La storia delle cure mediche iniziò presto, già nel quarto secolo a.C. re Pandukhabaya costruì un ospedale. Un nutrito gruppo di persone venne destinato alla pulizia della città.
Anche grandi laghi vennero creati dai regnanti per irrigare le risaie e per fornire acqua dolce alla città. Nuwara wewa e Tissa wewa sono tra i laghi più famosi della zona.

### La grande città

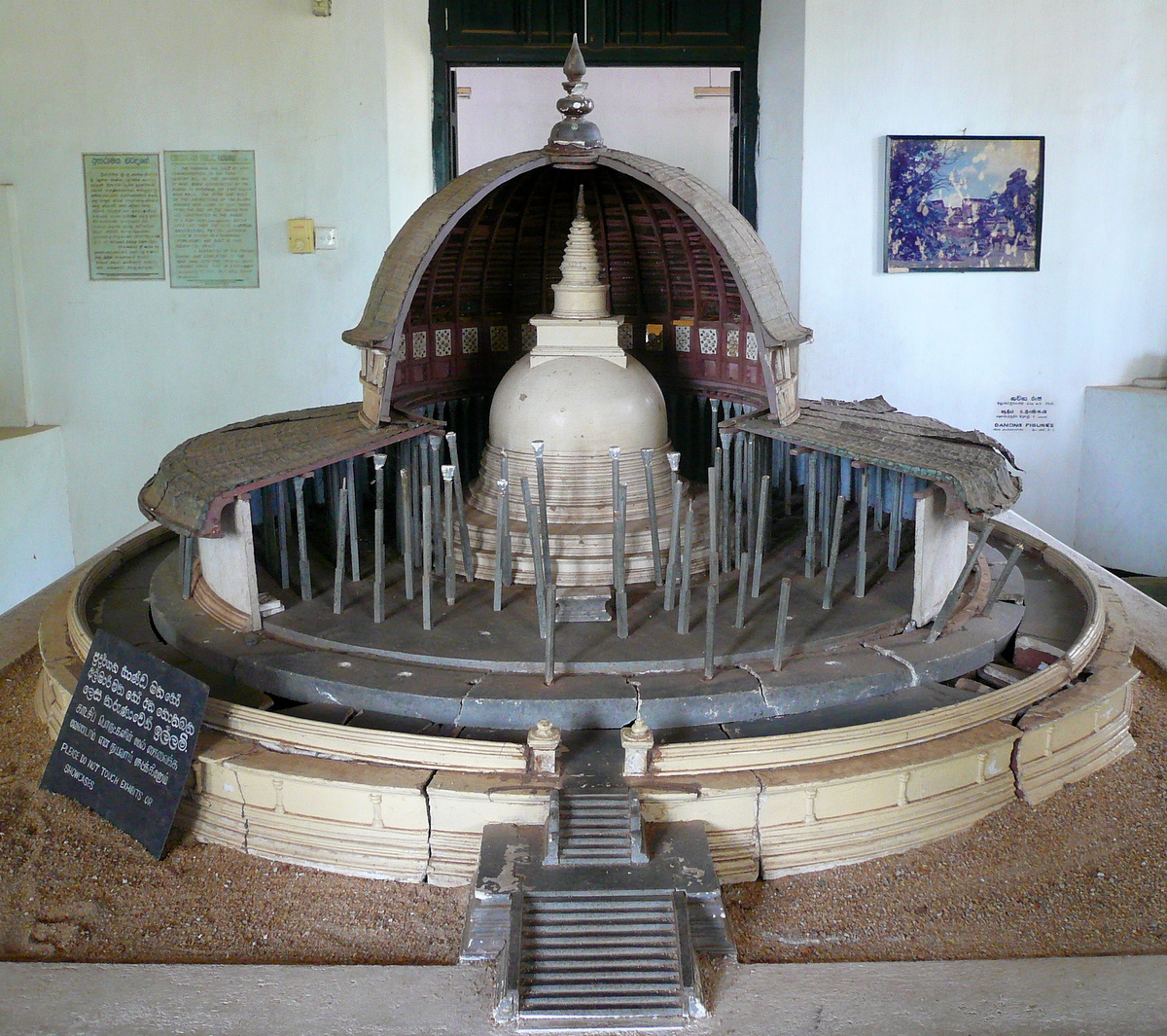
Il Thuparama di Vatagage ad Anurādhapura, di cui è rimasto in piedi solo lo stupa. Questo modello è stato ricostruito nel museo principale della città

Anurādhapura raggiunse la più alta magnificenza all'inizio dell'era cristiana. All'inizio si trovava tra Ninive e Babilonia per le colossali proporzioni (le sue quattro mura, ognuna delle quali lunga 26 chilometri, racchiudevano un'area di 663 km²), il numero di abitanti e lo splendore dei santuari e degli edifici pubblici. La città possedeva anche il più complesso sistema di irrigazione del mondo antico, locato nella zona arida. L'amministrazione costruì numerosi bacini per irrigare la zona. Molti di questi bacini sono tuttora esistenti. Si crede che alcuni di questi siano i laghi artificiali più antichi al mondo.

### La caduta della città
La città soffrì particolarmente durante l'invasione indiana, ed alla fine le venne tolta la residenza reale nel 1017. La città fu capitale dello stato ininterrottamente dal quinto secolo a.C. al 1017. Il suo declino iniziò a causa delle continue guerre con gli invasori indiani che resero il regno economicamente povero. La grande città venne saccheggiata dagli indiani nel 1017. Da questo momento in avanti la capitale venne spostata a Polonnaruwa. I danni inferti alla città ed ai suoi impianti di irrigazione furono talmente pesanti da costringere la popolazione ad abbandonarla
La giungla non venne esplorata prima del diciannovesimo secolo, quando i britannici scoprirono le rovine e ne portarono alcune parti nelle città vicine per il restauro dei loro bacini di irrigazione.

### Le rovine
Le rovine possono essere divise in tre categorie: i dagoba, i monasteri ed i pokuna. I dagoba sono edifici a forma di campana costruiti in mattoni, con dimensioni che spaziano da pochi metri ad oltre 340 metri di circonferenza. Alcuni di questi sono stati realizzati con una tale quantità di opera muraria da averci potuto costruire un paese da 25 000 abitanti. Dei monasteri sono stati trovati fondamenta, piattaforme e colonne. Il più famoso è Palazzo bronzeo, eretto dal re Dutugemunu intorno al 164 a.C. I pokuna sono vasche che fornivano acqua potabile, disseminati ovunque nella giungla. In città si trovava anche un sacro albero della Bodhi, che secondo alcuni risale al 245 a.C. La ferrovia venne portata da Kurunegala ad Anurādhapura nel 1905.

### Elenco delle rovine di Anurādhapura
Otto luoghi di venerazione ad Anurādhapura - Atamasthana
- Sri Maha bodhiya

- Ruwanwelisaya
- Thuparamaya
- Lovamahapaya
- Abhayagiri Dagaba
- Jetavanaramaya
- Mirisaveti Stupa
- Lankarama

Altre strutture
- Isurumuniya
- Magul Uyana
- Vessagiri
- Rathna Prasadaya
- Palazzo della Regina
- Dakkhina Stupa
- Sela Cetiya
- Naka Vihara
- Kiribath Vehera
- Kuttam Pokuna
- Statua Samadhi
- Statua Toluwila

Altre rovine

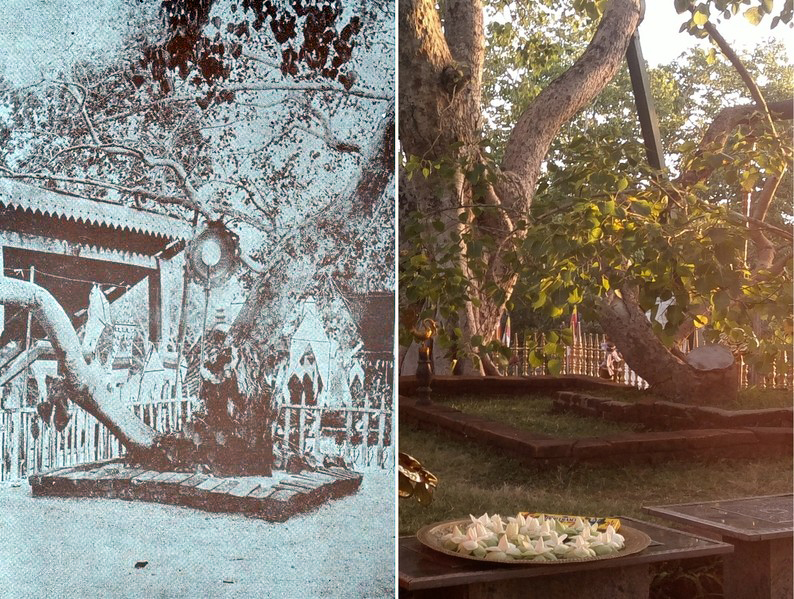
L'albero della Bodhi preso lo Jaya Sri Maha Bodhiya è protetto da numerosi altri alberi satelliti

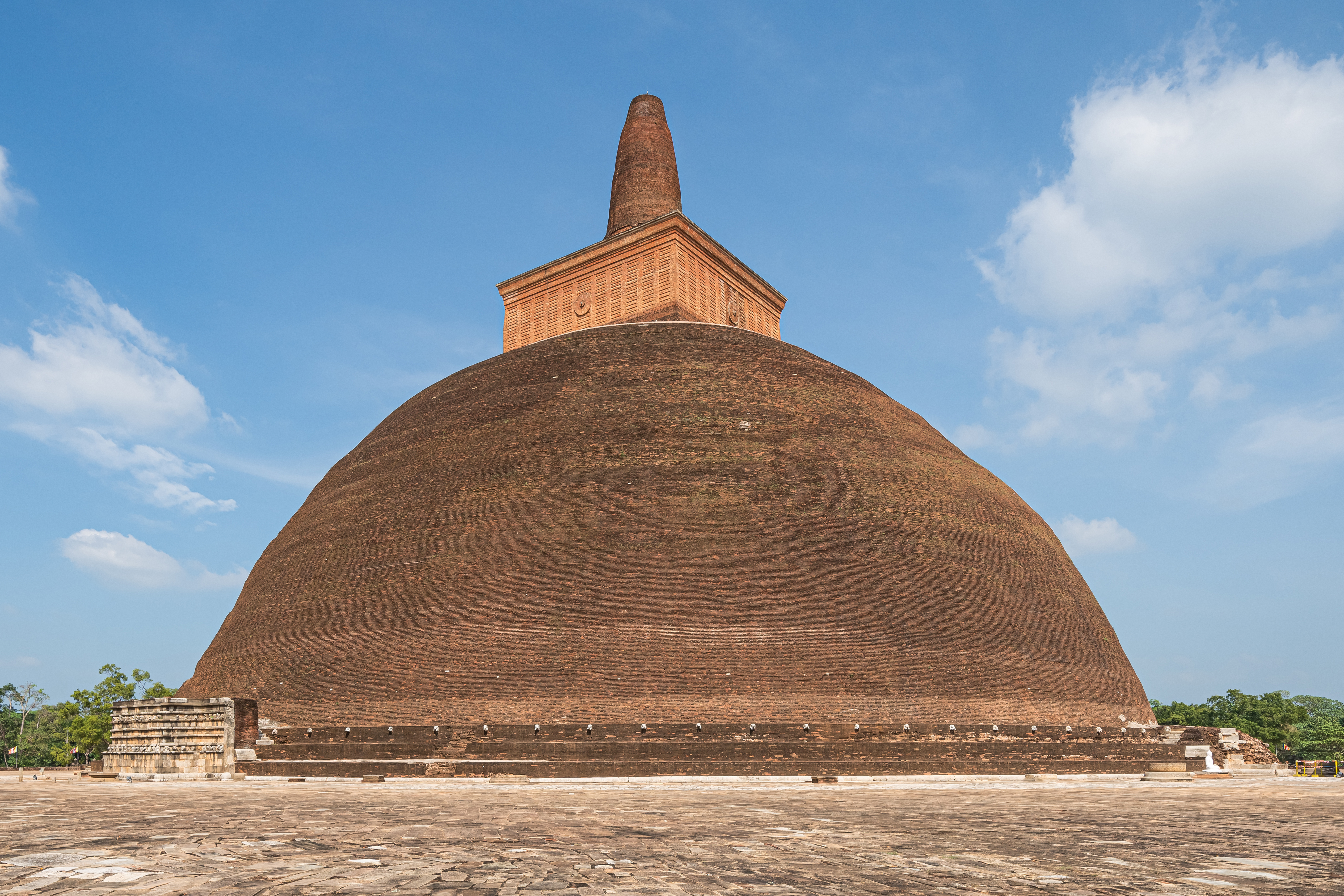
Abhayagiri Dagaba

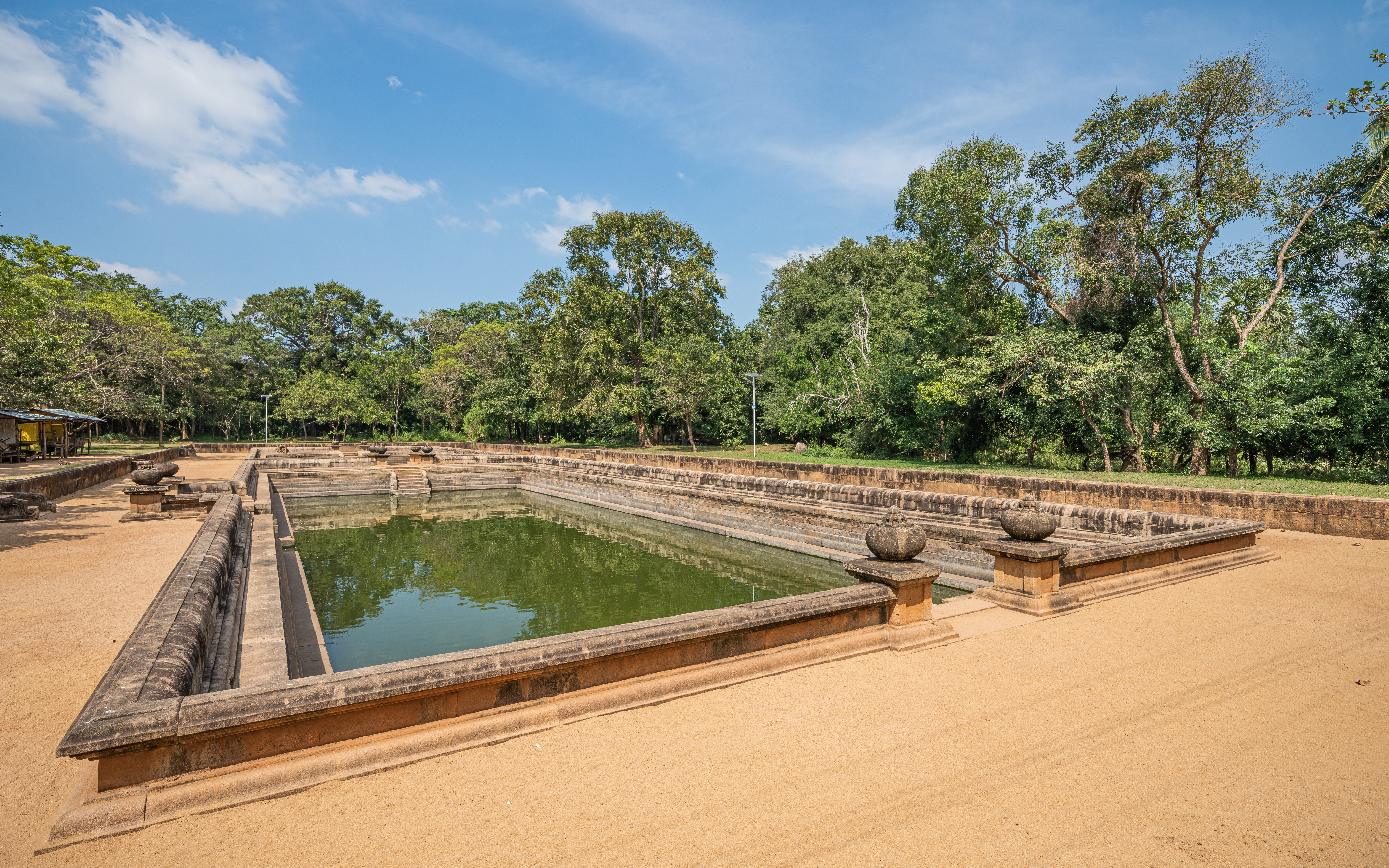
Kuttam Pokuna

Nella città sacra di Anurādhapura e nelle sue vicinanze si trovano molte rovine. Non tutte sono state identificate e molte potrebbero essere state distrutte dagli invasori Tamil o da altri vandali. Turisti e pellegrini non fanno molta attenzione alle rovine, e le informazioni che si trovano sono molto scarne. Nonostante Avukana non si trovi nella città sacra di Anurādhapura, i pellegrini sono soliti lasciare omaggi per la statua.

## Demografia
| Etnia                             | Popolazione | % del totale |
| --------------------------------- | ----------- | ------------ |
| Singalesi                         | 51 775      | 91,42        |
| Islamici                          | 3 825       | 6,75         |
| Tamil dello Sri Lanka             | 850         | 1,50         |
| Tamil indiani                     | 45          | 0,08         |
| Altro (compresi Burgher e Malesi) | 137         | 0,24         |
| Totale                            | 56 632      | 100          |

Fonte:  www.statistics.gov.lk (PDF) (archiviato dall'url originale il 13 luglio 2017). - Censimento del 2001